# 錄影機

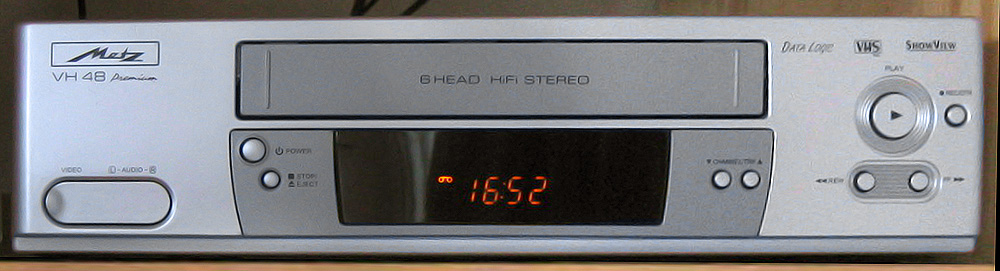
一台VHS VCR

录像机（英文：Video Cassette Recorder，VCR）是用來將电视影像和声音记录下来，並加以重新播放出的机器。录像机可藉由录像带用来录制电视广播节目的声音及视频留作以后播放。许多VCR有自己的调谐器（用于电视节目接收）和可编程定时器（用于自动在某个时间录制特定频道的节目）。

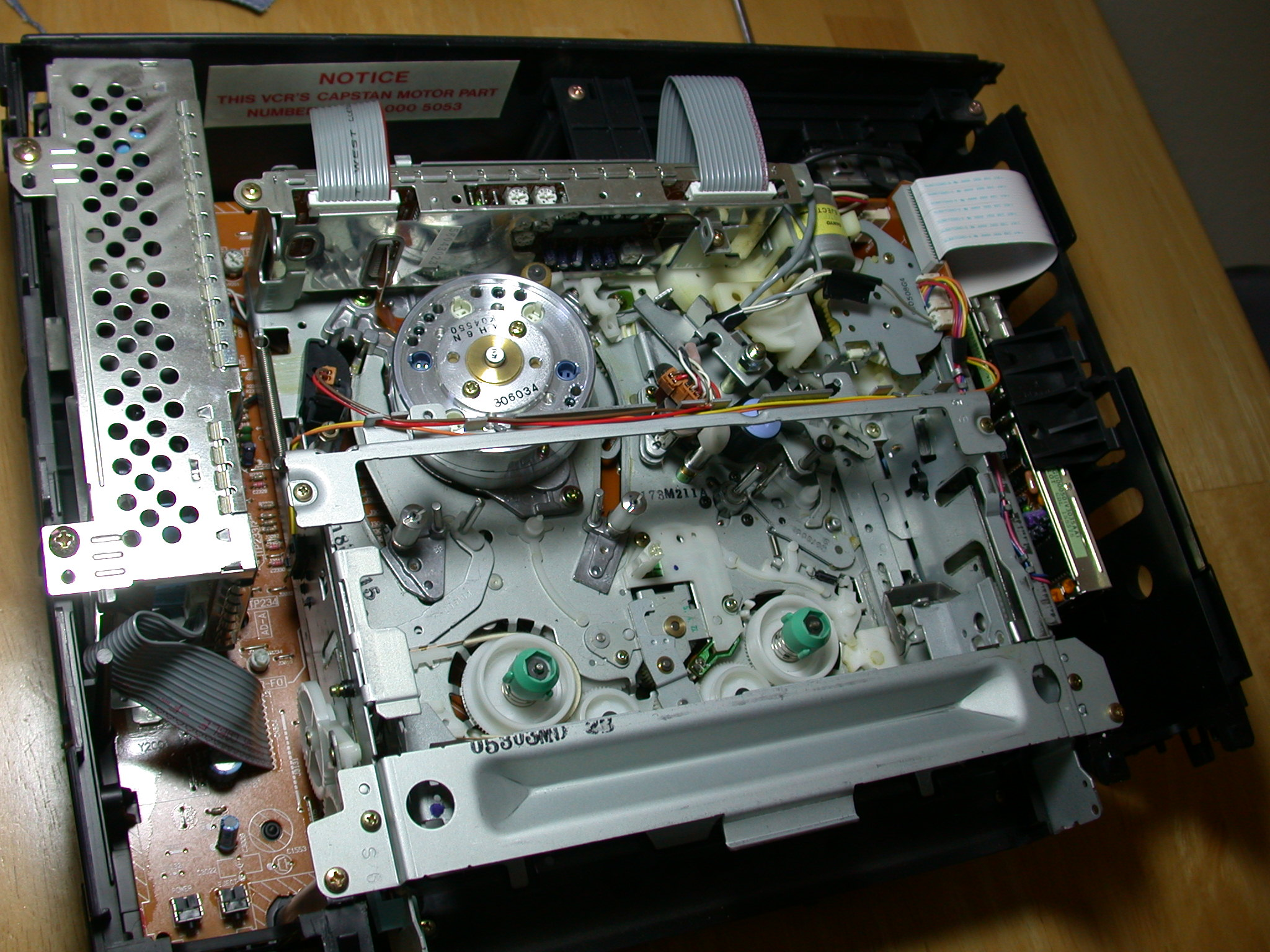
一台VCR的內部構造

后来的VCR型号能够使用标准（SP）和长时（LP）格式录制和播放。LP格式通过牺牲一部分的影片及声音品質提高了能够录制的时间长度。有些型号甚至能够使用超长（EP，ELP或者SLP）格式录制和播放，这种格式将磁带的速度降到了标准模式的三分之一，能夠錄更久；但是，这带来了更多的声音和影片品質下降。超长播放通常针对美国市场，那里的人们通常较少关心回播的品質。
目前錄影機正大量被隨選視訊和數位視訊錄影機取代。

## 历史

### 早期錄影機及格式
盒式錄影機的历史大体上跟着錄影带纪录的历史而发展。Ampex在1956年推出了第一款取得市场成功的磁带錄影機。它使用两英寸（5.1厘米）的磁带，被称为2" Quadruplex格式。由于高达50000美元的价位，只有电视网以及最大的私人电视台才能买得起2" Quadruplex錄影機。索尼在1963年针对商务、医疗、航空和教育用途推出了第一种reel-to-reelVTR錄影機。索尼在1964年推出的CV-2000型是世界上第一款针对家庭应用的VTR。Ampex和RCA也随之在1965年针对家庭消费市场推出了他们自己的价位在1000美元以下的reel-to-reel黑白VTR。

#### 索尼U-matic

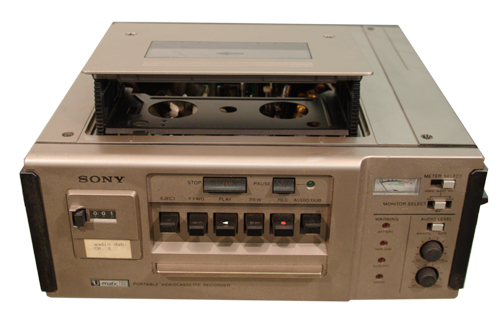
索尼U-matic早期機

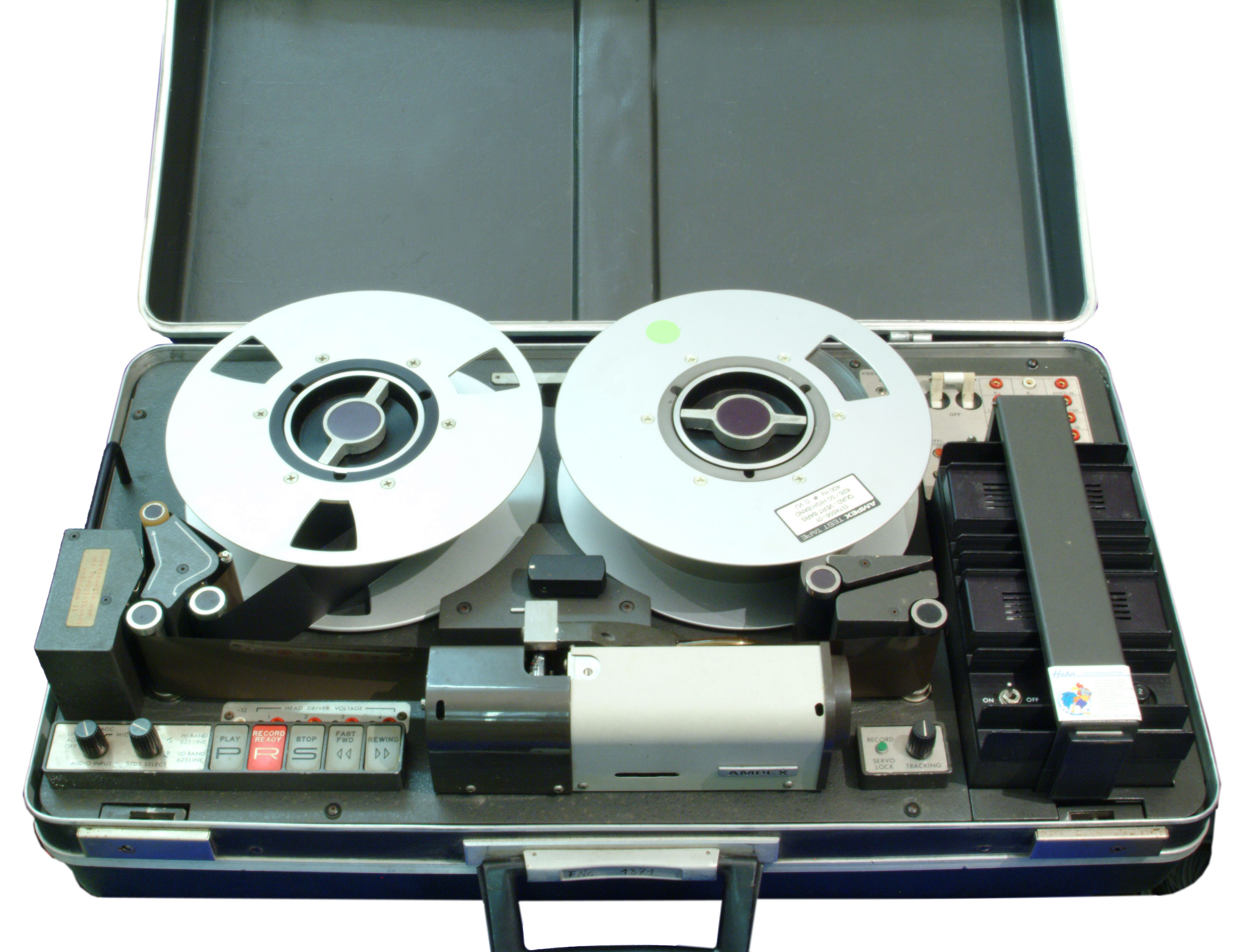
1967年手提式AMPEX 2 ZOLL

盒式錄影带的发展伴随着消费品中盒式取代非封装盘式系统的过程而发展：在1963年出现了小型音频盒和傻瓜相机胶卷盒以及1966年出现了Super 8家庭电影盒。索尼在1969年10月展示了一种盒式錄影带的原型，然后在1970年3月与其它七家合作制造商一起开发了一个工业标准。这样，1971年9月在东京展示的索尼U-matic系统是世界上第一个商业化的盒式錄影带格式。它的磁带盒类似于后来的VHS盒的放大版本，使用3/4英寸（1.9厘米）磁带，有最大90分钟的播放时间。索尼也开发了两种用来使用这种新磁带的机器（VP-1100盒式錄影播放机和VO-1700盒式錄影录制机）。由于使用的方便性，U-matic很快使日本和北美市场的其它消费录像系统变得过时，在那里U-matic VCR在电视台、学校以及商务领域得到了广泛的应用。

#### 飛利浦"VCR"格式
1970年荷兰电子公司飞利浦开发了一种家用盒式錄影格式。令人不解的是，飞利浦将这种格式称为“VCR”（尽管按照第一款錄影機的型号它也被称为“N1500”）。它使用一个正方形的磁带盒和半英寸（1.3厘米）磁带，有一个小时的记录容量。1972年在英国上市的第一款型号带有一个使用转盘的粗糙定时器。接近600英镑的昂贵價格，这种格式在家庭应用中从来没有流行。但是，一个后续（并且不相容）的使用同样磁带的长时版本（“VCR-LP”），在中小学校和大学中销售不错。

#### Avco Cartrivision
一个售价为1600美元的电视机和Cartridge Television Inc.公司VCR组合的AvcoCartrivision系统，是第一款能够将预先录好的大众喜欢的电影用于出租的盒式錄影機。同飞利浦的VCR格式一样，方形的Cartivision盒在也有两个使用半英寸宽的磁带的卷轴，但它能够记录114分钟。它使用一种原始的视频压缩方式来做到这一点，仅仅记录三分之一的视频场然后播放三次。诸如桂河大桥和誰來晚餐等主要电影的錄影帶可以在零售商处通过目录索取，錄影帶使用包裹邮差送到客户，客户看完之后再还到零售商那里。其它关于体育运动、旅行、艺术和手册方面的錄影帶则用来销售。可以购买一个可选的黑白照相机制作家庭影片。Catrivision1972年6月首次面世，在美国主要通过Sears和Montgomery Ward百货公司销售。十三个月的惨淡销售之后人们放弃它。后来，人们发现放在一个仓库中的Cartivision錄影帶已经碎裂。

### 1970年代後期：大眾市場的成功
直到二十世纪七十年代晚期，当欧洲和日本公司开发了带有更加精确的电子计时器和更长的录制时间的先进机器之后，VCR才开始成为一种大宗消费品。到1980年，市面上存在三种相互竞争的不同的、物理上不相容的磁带盒技术标准。

#### VHS vs. Betamax：格式大戰
两种主要的标准是索尼的Betamax（也称作Betacord或Beta）和JVC的VHS，它们在最初乃至最终的格式大战中为了产品销售而奋力拼杀。
Betamax是在1975年11月第一次上市的，许多人批评它的技术过于复杂。然而，与之竞争的VHS格式（1976年9月面市）吹嘘更长的录制时间，更容易得到，尤其是在租赁市场。VHS开始领先，随着更多的VHS錄影機投入应用，就有了更多的VHS电影。网络效应最终将Betamax挤出了消费市场。（一种相关的称为Betacam的系统在高品質的专业记录设备中仍有应用，现在它也正在被數位磁带格式所替代。）
人们总结了各种各样的原因解释Beta格式的失败：
- 一些解释认为因为VHS提供了Beta两倍长记录时间 --最初的Beta格式仅限于一小时，但是这很快就被长为两小时的Beta II版所代替。Beta I在1978年登陆欧洲的时候就已经过时了。

- 其它一些观点则将VHS的成功归结于大量的色情影像使用这种格式，这反映了色情影像长期以来的就是一种使用新媒体的推动力（因特网是另外一个显然的例子）。

- JVC和索尼为它们的技术使用了不同市场推广模式：JVC将VHS授权给像Zenith和RCA这样的消费电子公司，这样它们就能生产低成本的VCR，JVC通过授权权利金收益颇丰。几乎没有公司获得了生产Beta机器的授权。

- VHS阵营拥有像DER和MultiBroadcast这样的大街电视租赁连锁店（在英国的客户。大约一月工资的VCR价格、两种相互竞争的标准和昂贵的维修费用这样的名声，租赁行业在当时被认为是一个很有吸引力的选择。

#### 飞利浦Video 2000:无人喝彩的第三名

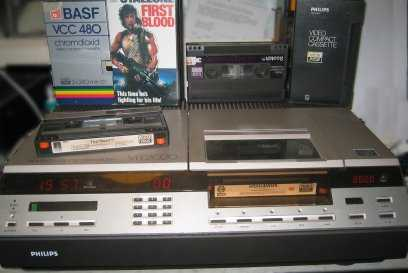
Philips Video 2000

第三种格式Video 2000或者称作V2000（也称为"Video Compact Cassette"）是飞利浦于1978年推出的，这种产品只在欧洲销售。它的特色是带有一个能够动态调整磁带路径的压电定位头。V2000盒带有两个工作面，同普通的录音带一样需要在录制过程中中途翻转。所用的半英寸宽的磁带包含两个平行的四分之一英寸的磁轨，一面使用一个。每面有4小时的录制时间。V2000跟在它的两个对手之后做到了市场第三的位置，但它有限的特色以及不可靠的名声使它在1985年退出市场之前仅仅取得了有限的销量。

### 法庭戰
在二十世纪八十年代早期，美国的电影公司出于对版权侵犯的担忧开始在消费市场压制錄影機设备。在索尼美国公司诉环球城市影业公司案的案件中，美国最高法院裁定允许私下使用錄影機设备，这就保证了市场的认同。在随后的几年中，电影公司发现电影录制成为了它们收入的一个主要渠道。然而，电视网络发现这种设备的广泛使用威胁到了它们的广告商业模式，因为观众能够快速跳过电视广告或者在播放广告时停止录制。

### 終結的開始
在1990年代末期和二十一世纪开始，CDR及DVD逐渐取代VCR成为最流行的播放录制好的视频的格式。像TiVo这样的DVD錄影機和数字视频录像机的价格最近在发达国家开始下降，这使VCR銷量也在下降中。
2016年7月，全球最後一家仍生產錄放影機的船井電機宣布於該月月底之後停產錄放影機。

## 防止侵犯版權
在1983开始使用的Macrovision是一个降低从商业錄影帶、DVD和按次付费广播录制的錄影带的品質的系统，它通过在纵向消隐影片信号中增加随机亮点实现。这种方法打乱了录制VCR时的自动亮度调整能力，这导致了图像亮度不停地变化，录制的节目也无法观看。
在制作受版权保护的錄影带时，Macrovision干扰的信号通过特殊的录制设备记录到磁带上。与之相较，在DVD上只有一个标志让播放机在回放时产生一个这样的干扰。所有标准的DVD播放机都有这种保护并且遵循这样一个标志，尽管许多型号能够非正式地更改或调整以关闭这项功能。
另外，Macrovision保护系统可能对于旧的VCR并不起作用，这通常是由于它们没有AGC（自动增益调节）系统。标为“专业用途”的VCR通常有可调整的AGC系统，甚至有“Macrovision消除”电路，这样就能够复制受保护的磁带而不管他们是否遵守保护协议。这样的VCR通常售价高昂并且只对有资格的专业人士通过受控的渠道销售（视频编辑、电视台等等）以免用于非法复制。

## 新媒體

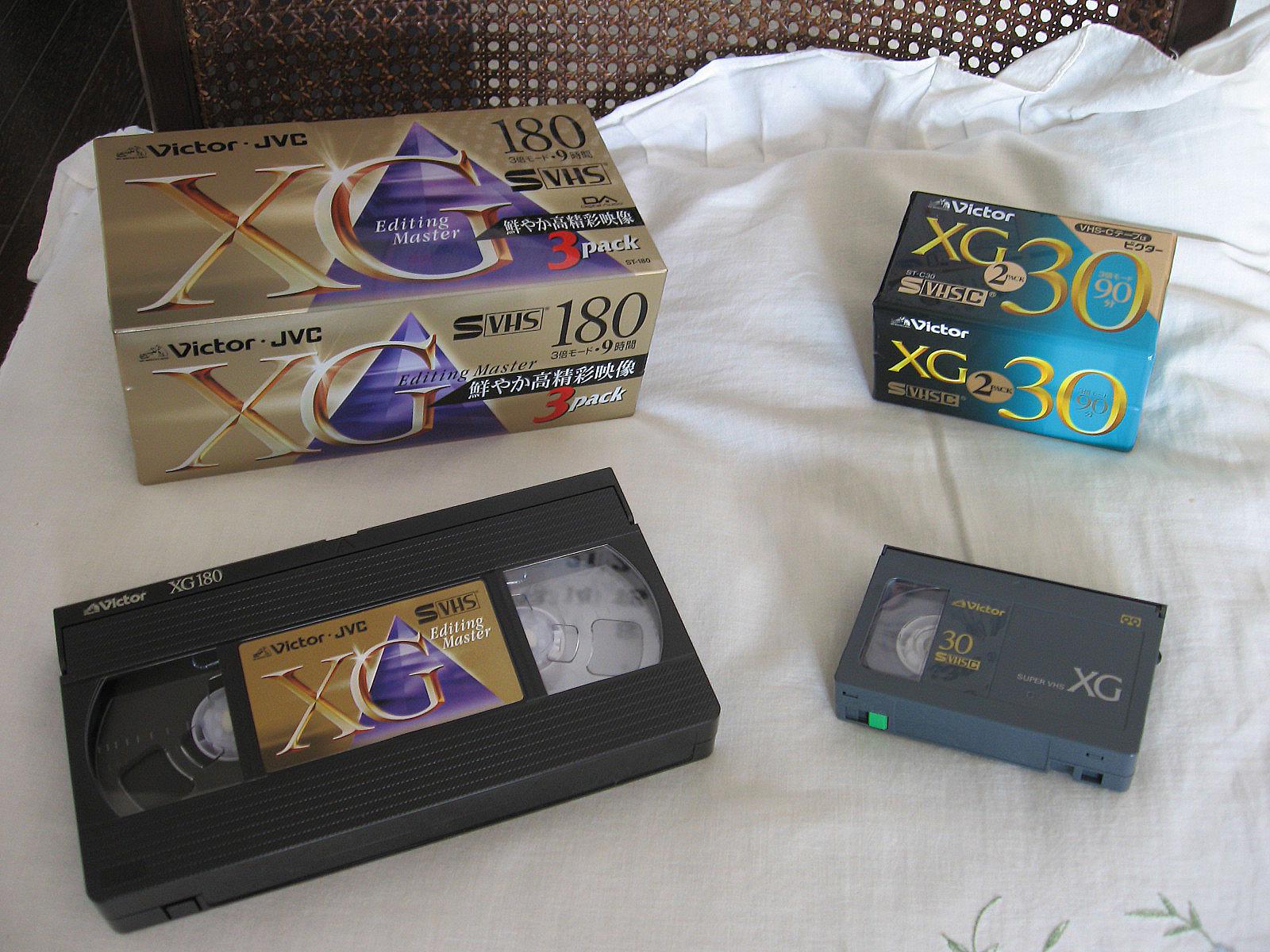
JVC降低了S-VHS的成本但是生不逢時遇到數位化革命

S-VHS格式作为试图延伸VCR技术生命力而被开发出来，但是由于高昂的的机器和錄影购买的初始费用，这种技术并没有在消费市场上得到足够重视，等到JVC降低了S-VHS机器和錄影帶价格的时候，新的数字视频格式的出现终结了模拟錄影帶的发展。
適應數位視訊的盒帶式錄影機，稱為D-VHS雖早於二十世紀末推出，並能夠錄播傳統的VHS影帶，但一旦要錄影高畫質電視就要使用專用的錄影帶。優點是有極高的清晰度和極長的錄影時間（超過一日二十四小時）。但除了美國和日本外，各國為了不再希望由以往發展和主導VHS的國家和廠家，繼續主導數碼化電視廣播和錄影做成壟斷市場，故多不使用兼容於D-VHS的制式，而使用機頂盒其規格配合硬碟為主流。所以如果在中國或港澳地區以D-VHS錄影高畫質電視，仍然要使用不配合硬碟的機頂盒解碼。D-VHS錄影機和專用錄影帶另一缺點，就是比S-VHS錄影機和錄影帶更加昂貴。
在家用錄影機市场上，个人录像机（如Tivo，Mythtv和ReplayTV）和DVD录像机正在流行，尽管它们还没有超过VCR。实际上，Tivo能够很好地与VCR配合使用以得到PVR记录。然而，拥有充足存储容量的可写DVD在普通市场出现，以及具有随机存取的优势，一旦它们的价格大幅度下降之后将终结VCR的命运。
可写DVD的主要缺陷不在于技术本身，而在于碟片的格式。目前，有不少于三种类型的可录DVD存在，分别是DVD+（加号）、DVD - （破折号）（两种都有一次性写入格式和多次改写格式）和DVD-RAM（永远可以多次改写）。所有这三种格式都有不同的消费电子制造商支持，并且没有迹象（2004年）显示其中一种在市场上占有“决定性多数”。消费者对于另一场格式大战（类似于Betamax和VHS在二十世纪八十年代的溃败）持有警惕之心，这也意味着消费用DVD錄影機的销售增长将非常迟缓，尽管许多錄影機能够同时在DVD+和DVD-上刻录。
DVD录制的另外一个重要的缺点是当品質没有明显下降的时候只能记录两个小时的資料，与之相比VHS能够在NTSC区域记录210分钟（标准播放），在PAL区域甚至能够记录300分钟。在2004年下半年出现的双层DVD将弥补这个不足，但這種可覆寫式的碟片價格初期比單層的貴近十倍，但是隨後迅速降價普及，也因此，厚重昂貴的錄影帶逐漸淡出家庭。

## 外部連結
- Total Rewind –古董錄影機虛擬博物館
- Fixer Corp. （页面存档备份，存于） VCR自助維修指南
- VHS-VCR基本維修要領 （页面存档备份，存于）